# Médaille William-Bowie
La médaille William Bowie est une récompense décernée annuellement par l'Union américaine de géophysique pour des travaux accomplis dans le domaine de la géophysique. Ce prix est nommé en l'honneur de William Bowie.

## Liste des lauréats[1]
- 1939 : William Bowie
- 1940 : Arthur Louis Day
- 1941 : John Adam Fleming
- 1942 : Nicholas Hunter Heck
- 1943 : Oscar Edward Meinzer
- 1944 : Henry Bryant Bigelow
- 1945 : Jacob Aall Bonnevie Bjerknes
- 1946 : Reginald Aldworth Daly
- 1947 : Felix Andries Vening Meinesz
- 1948 : James Bernard Macelwane
- 1949 : Walter Davis Lambert
- 1950 : Leason Heberling Adams
- 1951 : Harald Ulrik Sverdrup
- 1952 : Harold Jeffreys
- 1953 : Beno Gutenberg
- 1954 : Richard Montgomery Field
- 1955 : Walter Hermann Bucher
- 1956 : Veikko Aleksanteri Heiskanen
- 1957 : William Maurice Ewing
- 1958 : Johannes Theodoor Thijsse
- 1959 : Walter M. Elsasser
- 1960 : Francis Birch
- 1961 : Keith Edward Bullen
- 1962 : Sydney Chapman
- 1963 : Merle Antony Tuve
- 1964 : Julius Bartels
- 1965 : Hugo Benioff
- 1966 : Louis B. Slichter
- 1967 : Lloyd V. Berkner
- 1968 : Roger Revelle
- 1969 : Walter B. Langbein
- 1970 : Bernhard Haurwitz
- 1971 : Inge Lehmann
- 1972 : Carl Eckart
- 1973 : George P. Woollard
- 1976 : Jule Gregory Charney
- 1981 : Herbert Friedman
- 1982 : Henry M. Stommel
- 1983 : Syun-iti Akimoto
- 1984 : Marcel Nicolet
- 1985 : H. William Menard
- 1986 : James C. I. Dooge
- 1987 : Robert N. Clayton
- 1988 : Hannes Alfven
- 1989 : Walter H. Munk
- 1990 : Eugene Newman Parker
- 1991 : Don L. Anderson
- 1992 : Alfred O. Nier
- 1993 : Irwin I. Shapiro
- 1994 : Peter S. Eagleson
- 1995 : Claude Allègre
- 1996 : Eugene Shoemaker
- 1997 : Raymond Hide
- 1998 : Richard M. Goody
- 1999 : James Freeman Gilbert
- 2000 : John A. Simpson
- 2001 : Dan McKenzie
- 2002 : Adam Dziewonski
- 2003 : Donald L. Turcotte
- 2004 : Keiiti Aki
- 2005 : Johannes Geiss
- 2006 : Carl Wunsch
- 2007 : Susan Solomon
- 2008 : Gerald Joseph Wasserburg
- 2009 : Ignacio Rodriguez-Iturbe
- 2010 : Syukuro Manabe
- 2011 : Louis J. Lanzerotti
- 2012 : Anny Cazenave
- 2013 : Raymond Roble
- 2014 : Hiroo Kanamori
- 2015 : Wilfried H. Brutsaert
- 2016 : Stanley R Hart
- 2018 : Daniel N Baker
- 2019 : Barbara Romanowicz
- 2020 : Rita Colwell
- 2021 : James L Burch
- 2022 : David J. Stevenson
- 2023 : William E. Dietrich